# One West Waikiki
One West Waikiki is een Amerikaanse dramaserie die op de Amerikaanse televisie werd uitgezonden van 1994 tot 1996.

## Verhaal
De serie draait om Dawn Holliday (gespeeld door Cheryl Ladd, bekend als een van de vrouwelijke detectives in Charlie's Angels), die als forensisch geneeskundige in Los Angeles werkt. Wanneer haar voormalige geliefde, marineofficier Tom Haber, op Hawaï wordt gedood, besluit zij haar baan op te zeggen en naar Honolulu af te reizen. Samen met politieagent Mack Wolfe weet zij het misdrijf op te lossen.

## Rolverdeling
| Acteur             | Personage                  |
| ------------------ | -------------------------- |
| Cheryl Ladd        | Dawn 'Holli' Holliday M.E. |
| Richard Burgi      | Detective Mack Wolfe       |
| Kayla Blake        | Nui Shaw                   |
| Ogie Zulueta       | Kimo                       |
| Paul Gleason       | Captain Dave Herzog        |
| Nephi Hannemann    | Nephi                      |
| Laiseni Auelua     | Buka                       |
| Rebecca Staab      | Rebecca Dunn               |
| Tyler Mitchell     | Valerie                    |
| Hans Saito         | George                     |
| Hank Cheyne        | Kona                       |
| Tommy Fujiwara     | Dr. Walter Chin            |
| Laura Grayson      | Police Matron              |
| Julia Nickson-Soul | Laura Greystone            |
| Jordan Charney     | Dr. Howard Braniff         |
| Will Jeffries      | Tom Price                  |
| Gwynyth Walsh      | Joan Williams              |